# Stadión SKA ve Lvově
Stadión SKA (ukrajinsky СКА стадіон) je víceúčelový stadion ve Lvově na Ukrajině. Nyní je využíván především pro fotbalové zápasy a je domovským stadionem FC Karpaty-2 Lviv a FC Lviv. Stadión pojme 23 040 diváků.